# Martin Eden (película de 2019)
Martin Eden es una película de drama romántico histórico italiano-francés de 2019 dirigida por Pietro Marcello. Fue seleccionada para competir por el León de Oro en el Festival Internacional de Cine de Venecia de 2019, donde Luca Marinelli ganó la Copa Volpi al Mejor Actor. La película se basa libremente en la novela homónima de 1909 de Jack London y sigue a un marinero que intenta rehacer su vida como escritor en la Italia de la posguerra.

## Reparto
- Luca Marinelli : Martin Eden
- Carlo Cecchi : Russ Brissenden
- Jessica Cressy : Elena Orsini
- Vincenzo Nemolato : Nino
- Marco Leonardi : Bernardo
- Denise Sardisco : Margherita
- Carmen Pommella : Maria
- Autilia Ranieri : Giulia
- Savino Paparella : Edmondo Peluso
- Elisabetta Valgoi : Matilde Orsini
- Pietro Ragusa : Mr. Orsini
- Giustiniano Alpi : Arturo Orsini
- Dario Iubatti : Leone
- Anna Patierno : Carmela
- Vincenza Modica : Annina
- Gaetano Bruno : Judge Mattei
- Maurizio Donadoni : Renato
- Lana Vladi : Rebecca
- Chiara Francini : Nora
- Aniello Arena : François
- Rinat Khismatouline : Corporal
- Giordano Bruno Guerri : Alfio

## Producción
La fotografía principal de la película comenzó en mayo de 2018 en Nápoles, Italia.

## Estreno
La película se proyectó en el Festival Internacional de Cine de Venecia el 2 de septiembre de 2019,y también en el Festival Internacional de Cine de Toronto de 2019, en la sección Platform Prize,proclamándose ganadora el 12 de septiembre.
Fue estrenada en Italia por la RAI (01 Distribution) el 4 de septiembre de 2019,y en Francia por Shellac Distribution el 16 de octubre del mismo año.
Martin Eden no recaudó nada en Estados Unidos debido a la pandemia de COVID-19 (por lo que Kino Lorber optó por una distribución en VOD), y 3 millones de dólares en otros países.

## Recepción crítica
En el agregador de reseñas Rotten Tomatoes, la película tiene un índice de aprobación del 87% basado en 108 reseñas, con una calificación promedio de 7.4/10 . De acuerdo con el consenso crítico del sitio web: " Martin Eden utiliza la búsqueda de satisfacción de un hombre como combustible para una mirada ambiciosa, y a menudo gratificante, a una serie compleja de temas sociales y personales". En Metacritic, la película tiene una calificación de 75 sobre 100, basada en 22 críticos, lo que indica "críticas generalmente positivas".